# Lago Mánych-Gudilo
El lago Mánych-Gudilo (en ruso: Ма́ныч-Гуди́ло) es un gran lago de agua salada en Kalmukia, Rusia. Parte del lago se encuentra también en el óblast de Rostov, en el krái de Stávropol. Tiene una superficie de unos 344 km² y una profundidad media de sólo 60 cm. La presa de Proletarsk es lo bastante elevada para provocar un ascenso en el nivel del lago, lo que lo convierte en parte del embalse de  Proletarsk. Este, junto con el embalse de Vesioli, aguas arriba, forma lo que se llaman embalses del río Mánych, construidos entre 1932 y 1941.
El lago Mánych-Gudilo es la fuente del río Mánych, que fluye hacia el noroeste, a través de una serie de embalses, y desemboca en el Don inferior a poca distancia río arriba de Rostov del Don y la desembocadura del Don en el Mar de Azov.
Las temperaturas en la región a lo largo del año pueden oscilar entre -30 oC en invierno y 40 oC en verano. El área es también el hogar de muchas especies de aves y alberga la Reserva natural de Chórniye Zemli. Además, una zona de 848 km2 está catalogada como de interés para las aves por BirdLife International por el gran número de aves acuáticas, con cientos de miles de gansos y patos.

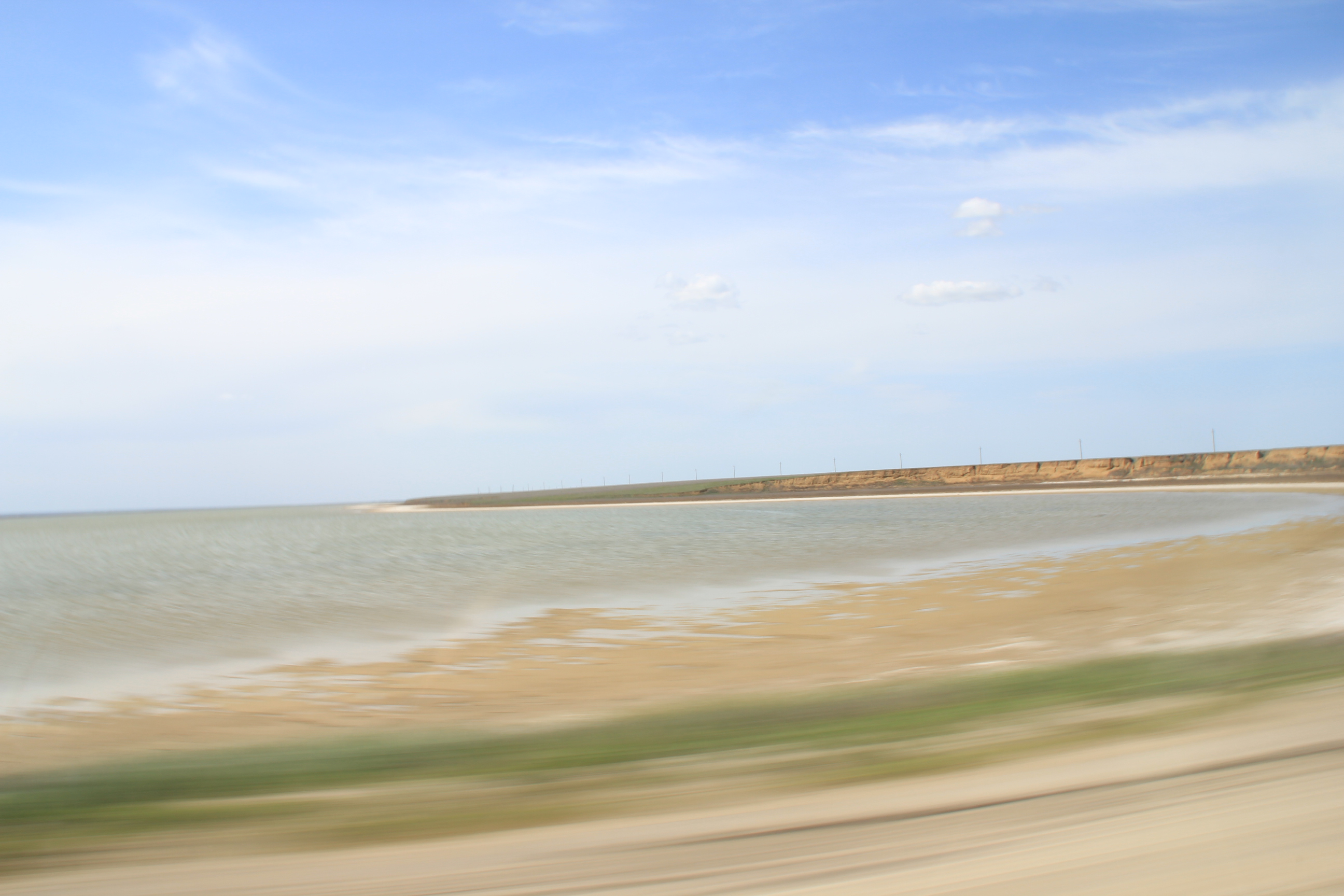
Orilla del lago Mánych-Gudilo.

El lago se halla solo a 11 m sobre el nivel del mar, por lo que un aumento global del nivel del mar de aproximadamente 25 m inundaría toda la región formando un canal que uniría el Mar de Azov y el Mar Caspio,  colocando el área de la Depresión del Caspio bajo el agua.

## Otras lecturas
- Yanko-Hombach, Valentina (2006).  Allan S. Gilbert, Nicolae Panin and Pavel M. Dolukhanov, ed. The Black Sea Flood Question. Springer. p. 999. ISBN 978-1402047749.

## Sitio Ramsar del lago Mánych-Gudilo
El 13 de septiembre de 1994  fue declarado sitio Ramsar del lago Mánych-Gudilo, de 1126 km2, que coincide y amplía el área protegida por BirdLife en la frontera entre Stávropol y la república de Kalmukia, con una parte del embalse y una serie de lagunas encadenadas que albergan un gran número de aves acuáticas. En este entorno de lagos salinos con numerosas islas, vegetación herbácea y sumergida, carrizos y comunidades esteparias hay ánsar careto, barnacla cuellirroja, ánsar chico y ánsar común o ganso. Hay más de un millón de patos y 400.000 gansos, incluyendo 8000 barnaclas en primavera, y unos tres millones de patos y 500.000 gansos en otoño, entre ellos la población mundial más numerosa de barnacla cuelliroja y una gran proporción de malvasía cabeciblanca migrando a través de valle. La página oficial de Ramsar sitúa este lugar en 44°36′N 42°49′E, doscientos kilómetros más al sur.